# K2-3
K2-3 è una stella nana rossa nella costellazione del Leone, distante circa 144 anni luce dal sistema solare. Nel 2015, nell'ambito della missione estesa del telescopio spaziale Kepler, è stato scoperto attorno a essa un sistema planetario composto da almeno tre esopianeti, uno dei quali orbitante nella zona abitabile della stella, dove potrebbero esserci condizioni propizie per l'esistenza di acqua liquida sulla sua superficie.

## Caratteristiche
K2-3 è una stella nana rossa di classe M0V, con una massa e un raggio che sono rispettivamente il 61% e il 55% di quelli del Sole, mentre la sua temperatura superficiale è di poco inferiore ai 4 000 K.

## Sistema planetario
I pianeti scoperti sembrano avere la stessa composizione, anche se nel caso del pianeta b esistono poche incertezze che sia un mininettuno (o nani gassosi) con un involucro composto da elementi volatili e senza superficie solida, e non un pianeta roccioso. Più incertezza c'è riguardo alla natura di K2-3 c e di K2-3 d, il pianeta più distante, l'unico situato all'interno della zona abitabile. La massa del pianeta d era stata stimata in 2,7 M⊕, che combinato a un raggio di 1,65±0,17 r⊕ darebbe come risultato una densità di 3,3 g/cm³, tuttavia per il pianeta d il margine d'errore della misura della massa è troppo alto per poter affermare con quasi assoluta certezza a quale classe appartenga il pianeta. In uno studio del 2023 la massa del pianeta d è stata stimata non superiore a 1,6 volte quella della Terra, dalla quale si calcolerebbe una densità inferiore a 2,1 g/cm³.
In uno studio del 2018 sono stati prospettati due diversi probabili scenari: il pianeta d potrebbe essere povero d'acqua e avere un piccolo involucro gassoso di idrogeno ed elio, come quasi sicuramente ha, e più esteso, il pianeta più interno; oppure avere una quantità d'acqua superiore al 50% della massa totale del pianeta ed essere più simile a un pianeta oceanico. Se il terzo pianeta avesse anch'esso un piccolo involucro atmosferico volatile, ciò aumenterebbe considerevolmente la temperatura superficiale e non sarebbe potenzialmente abitabile.
Diamond-Lowe e colleghi, in uno studio del 2022, indicano una temperatura di equilibrio dei tre pianeti rispettivamente di 501, 372 e 301 kelvin per b, c e d. A differenza dei due più grandi pianeti interni, di K2-3 d non è stata misurata la variazione della velocità radiale di conseguenza non è nota con precisione la massa, stimata nel limite superiore a circa 3 M⊕. Ricevendo il 44% in più della radiazione che riceve la Terra dal Sole, difficilmente K2-3 d è abitabile, potrebbe forse esserlo lungo i terminatori, tuttavia data l'alta radiazione il pianeta potrebbe andare incontro a un effetto serra incontrollato e la temperatura aumentare considerevolmente, facendo assomigliare il pianeta più a Venere che alla Terra.
Prospetto del sistema
| Pianeta | Tipo        | Massa      | Raggio       | Periodo orb.   | Sem. maggiore | Eccentricità | Incl. orbita |
| ------- | ----------- | ---------- | ------------ | -------------- | ------------- | ------------ | ------------ |
| K2-3 b  | Mininettuno | 6,7±1 M⊕   | 2,25±0,23 r⊕ | 10,0546 giorni | 0,0778 UA     | <0,094       | 89,59°       |
| K2-3 c  | Super Terra | 3,3±1,2 M⊕ | 1,69±0,17 r⊕ | 24,6466 giorni | 0,1414 UA     | <0,095       | 89,70°       |
| K2-3 d  | Super Terra | <1,3 M⊕    | 1,62±0,18 r⊕ | 44,5565 giorni | 0,2097 UA     | <0,097       | 89,79°       |